# Jiří Burghauser
Jiří Jan Burghauser (3. srpna 1887 Písek – 2. února 1942 koncentrační tábor Osvětim) byl
kolem roku 1930 soudním radou okresního soudu v Klatovech, když před tím pracoval na různých soudech v různých lokalitách (v Písku, ve Volyni, v Mostě). Od roku 1907 pak desítky let působil jako sokolský pracovník v různých vyšších funkcích v Československé obci sokolské (ČOS). Jako vzdělavatel byl autorem publikací a statí o sokolském hnutí a jeho historii. Za protektorátu byl během Akce Sokol zatčen při zátahu gestapa na pracovníky a činovníky Sokola, následně vyslýchán, vězněn a deportován do koncentračního tábora Osvětim, kde zemřel.

## Život

### Studia
Jiří Burghauser se narodil 3. srpna 1887 v Písku. Středoškolské studium absolvoval na gymnáziu v Benešově. Poté úspěšně ukončil studium práv na Právnické fakultě české Karlo-Ferdinandovy univerzity v Praze (titul JUDr.). Aby získal odborné vzdělání a mohl pracovat v muzejní a archivní službě vystudoval i Filozofickou fakultu české Karlo-Ferdinandovy univerzity v Praze (titul PhC.) Znalosti nabyté v tomto oboru využil při zřizování městského muzea v Benešově, na němž se spolupodílel.

### Soudní praxe
K soudu v Benešově nastoupil v roce 1912 a odtud byl přeložen ke krajskému soudu v jihočeském Písku. V roce 1918 byl jmenován soudcem a o rok později (1919) jej přeložili do Volyně. Ke krajskému soudu do Mostu nastoupil v roce 1925, ale o rok později (1926) byl přeložen do Klatov k okresnímu soudu a o dva roky později pak byl jmenován soudním radou krajského soudu v Klatovech. V různých časopisech se několika články vyjadřoval k otázce soudcovské krize.

### Práce v sokolské organizaci
V sokolské organizaci začal být činný od roku 1907, pracoval jako vzdělavatel a zasedal v předsednictvu několika sokolských žup (Blanické, Jeronýmovy, Šumavské). Celkem deset let pracoval jako člen výboru Československé obce sokolské (ČOS) a kolem roku 1930 vykonával funkci místostarosty Šumavské župy. Během svého působení v sokolské organizaci přednesl celou řadu proslovů, přednášek a příležitostných veršů; sepsal také mnoho úvah a statí uveřejňovaných jak v jihočeských krajinských, tak i v různých sokolských periodikách. V roce 1927 sepsal útlou publikaci Základy sokolské historie: příspěvek k otázce kronik jednot i žup, která byla určena jak pro archiváře, tak i pro potřeby sokolské organizace. Po rozpadu Rakouska-Uherska a vytvoření samostatného Československa jej sjednocující státoprávně-demokratické strana nominovala do Národního výboru v Písku na funkci jednatele. (Jiří Burghauser byl stoupencem státoprávně-pokrokové politiky a členem státoprávně-demokratické strany.) Pracoval též na historických vzpomínkách z doby kolem roku 1918 především z pohledu událostí v Písku, který byl tehdy střediskem Prácheňského kraje. Nějakou dobu vyučoval ve Volyni na zemské průmyslové a zemské hospodářské škole základy práva (předmět se tehdy jmenoval „zákonoznalství“) a občanskou nauku.

### V protiněmeckém odboji
Po nástupu Reinharda Heydricha do funkce zastupujícího říšského protektora (27. září 1941) a vyhlášení prvního stanného práva se Obec sokolská v odboji (OSVO) stala cílem úderů německých bezpečnostních orgánů (gestapo, sicherheitsdienst). Drtivý úder sokolské organizaci zasadily německé bezpečnostní složky v noci ze 7. na 8. října 1941, kdy proběhla tzv. Akce Sokol. Při této razii bylo zatčeno asi 1 500 členů České obce sokolské (mezi nimi: Antonín Benda, Stanislav Bukovský, Ladislav Jandásek, Jan Václav Keller, Jan Pelikán, v Klatovech pak i starosta Šumavské sokolské župy Jiří Burghauser a mnoho dalších) z toho asi 800 funkcionářů. Dne 8. října 1941 byla sokolská organizace rozpuštěna, ale úředně k tomuto aktu došlo až 11. října 1941. Rekonstrukcí poničených struktur OSVO se začal zabývat Ladislav Vaněk – zakladatel ilegální organizace Jindra, která se stala přímým pokračovatelem OSVO.   

Někteří zatčení funkcionáři ČOS v Akci Sokol
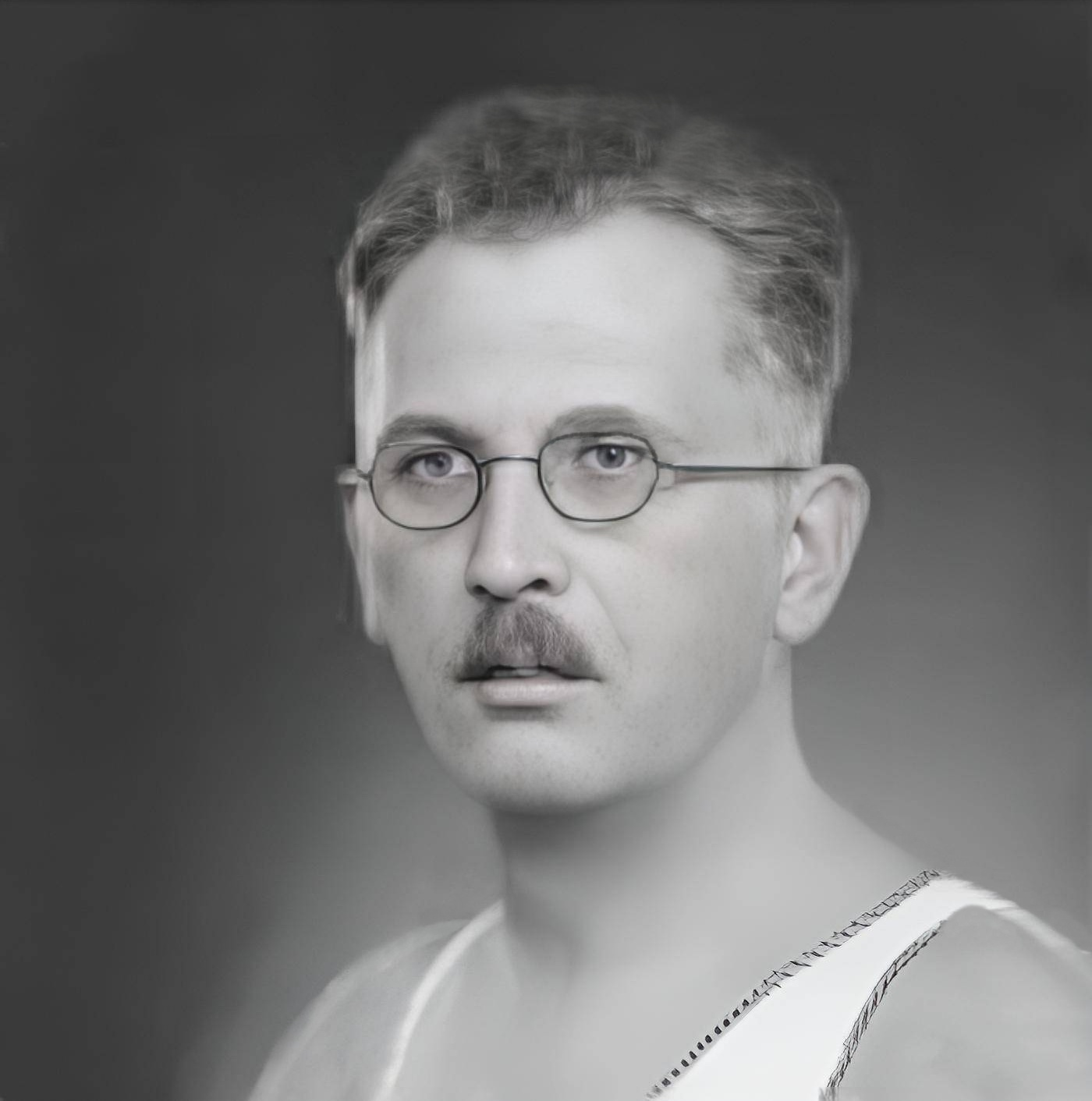
Antonín Benda
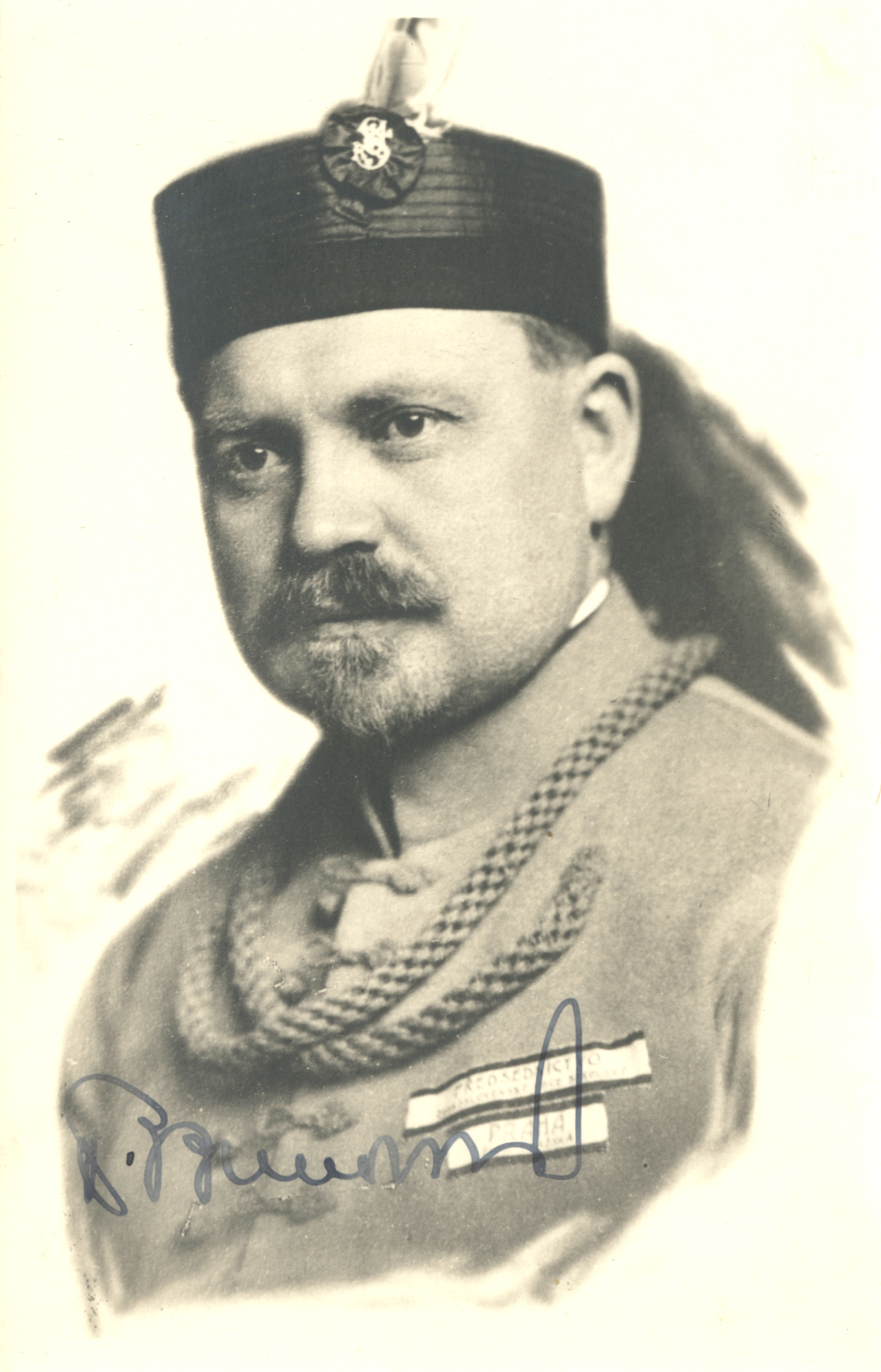
MUDr. Stanislav Bukovský
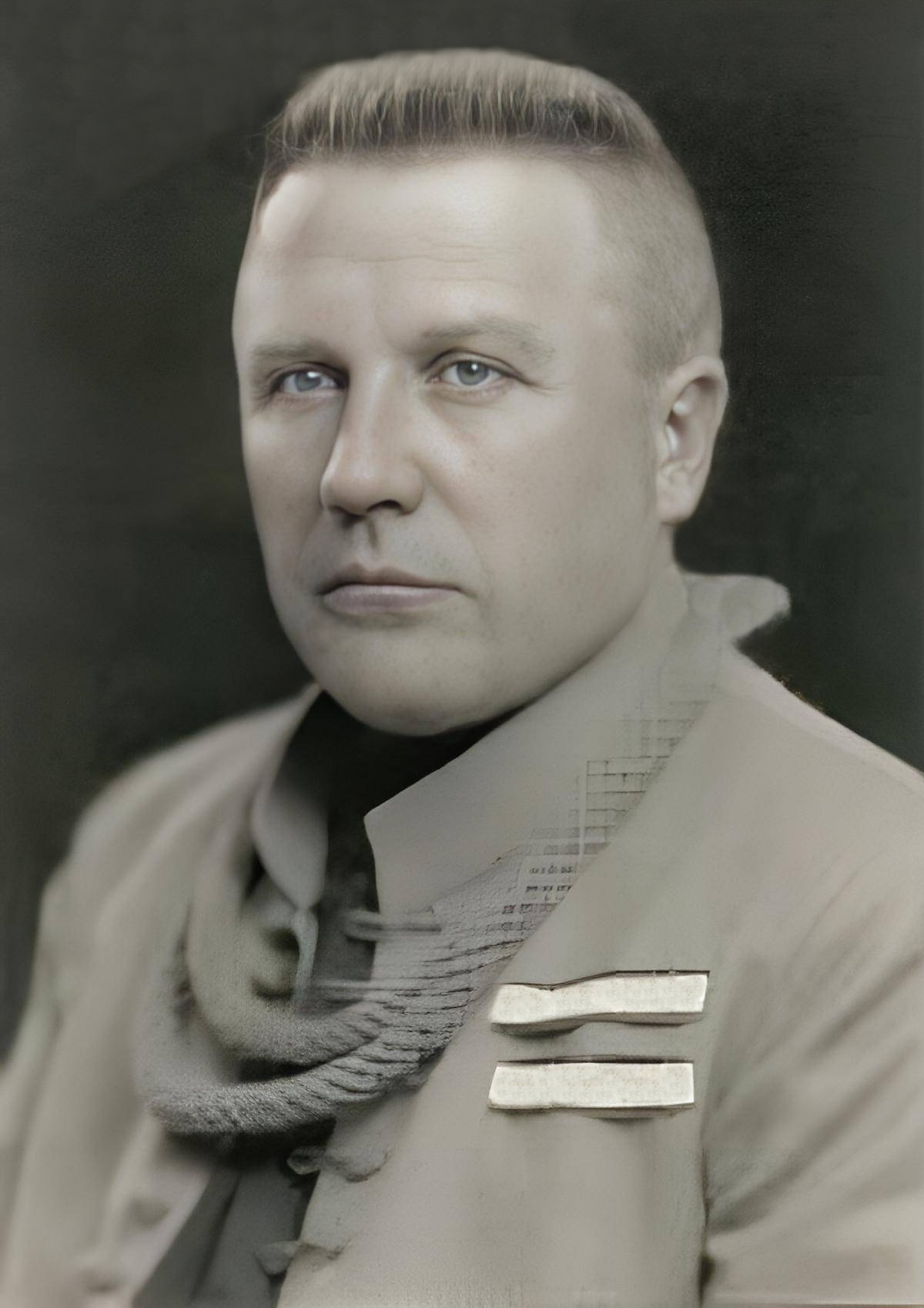
Ladislav Jandásek
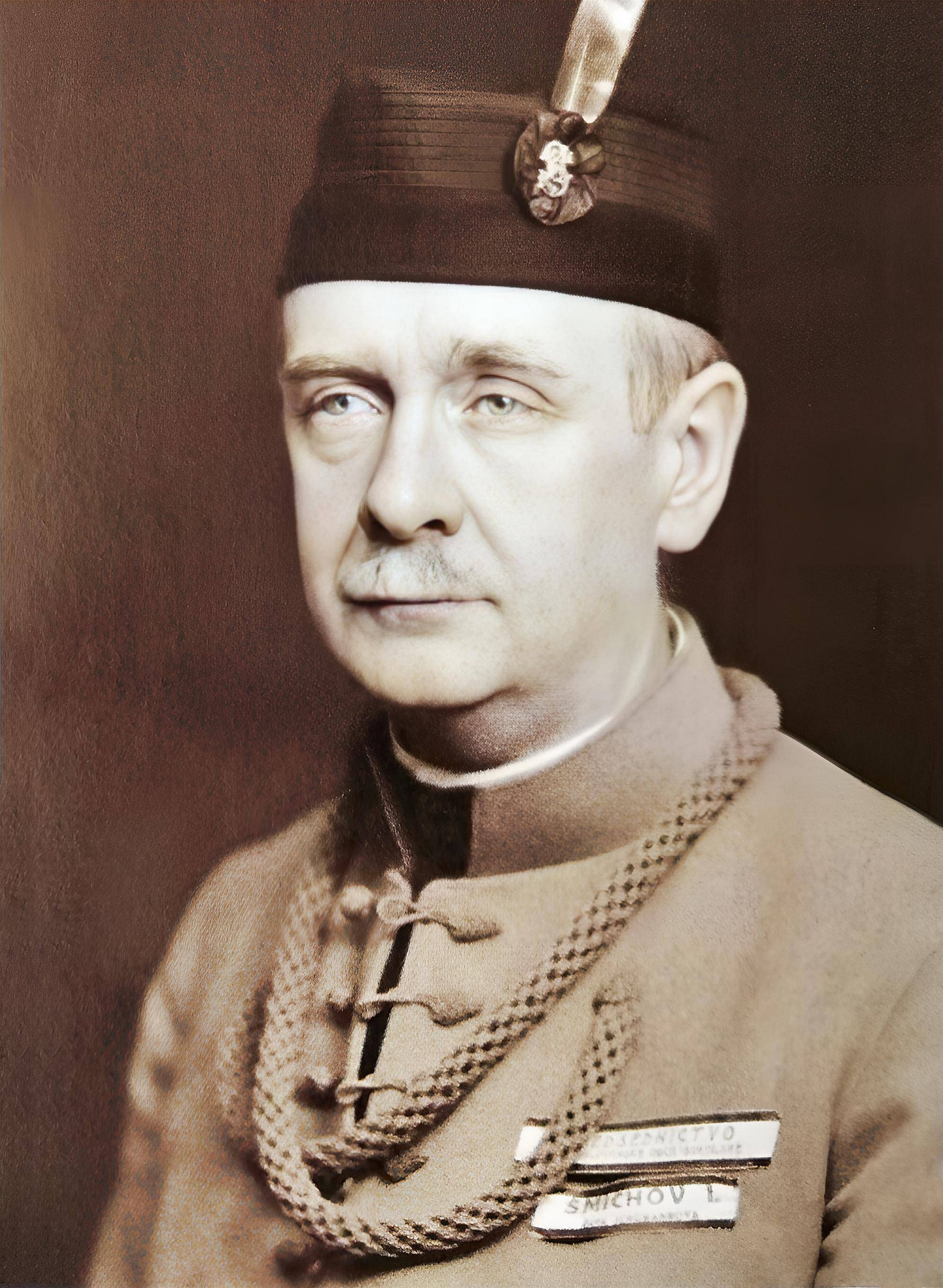
JUDr. Jan Václav Keller
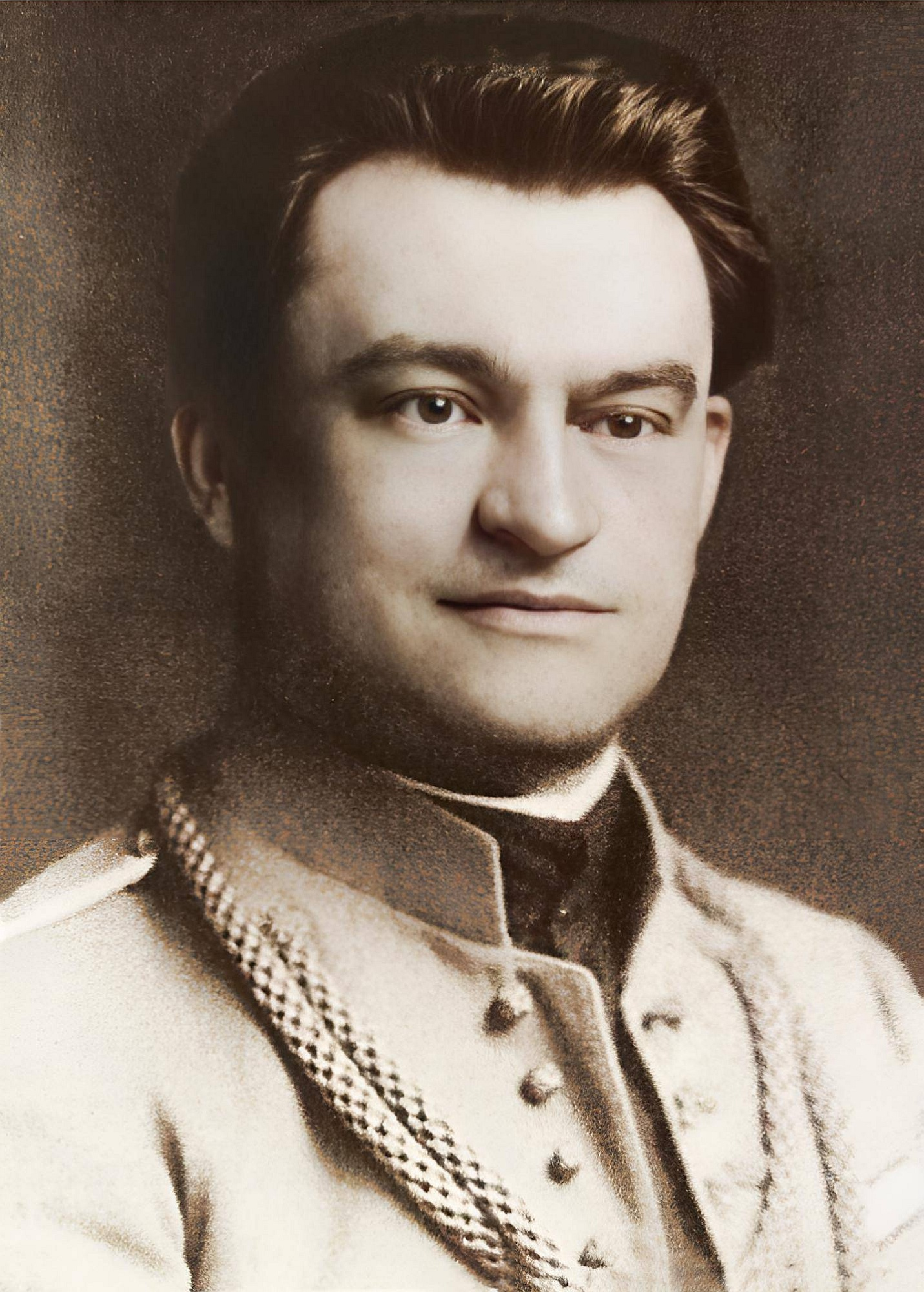
PhDr. Jan Pelikán

V rámci domácího protiněmeckého odboje se v červnu 1939 v Praze (při Ústředním vedení odboje domácího (ÚVOD)) zformovala ze členů rozpuštěné organizace Svazu rotmistrů a poddůstojníků ilegální skupina Všeobecné národní hnutí známá spíše pod neoficiálním označením Prstýnkáři. Zpočátku tato organizace, působící po celém teritoriu protektorátu, pomáhala skutečně plnit úkoly domácího odboje. Časem se do řad prstýnkářů vloudil bývalý štábní rotmistr prvorepublikové československé armády Antonín Nerad. Antonín Nerad byl konfidentem gestapa, kterého nasadila ústřední služebna gestapa v Praze do ilegální organizace Petiční výbor Věrni zůstaneme (PVVZ), s níž prstýnkáři spolupracovali. Antonín Nerad postupně organizaci prstýnkářů přetvořil ve „volavčí síť“, v níž uvízlo mnoho odbojářů, kteří nakonec vinou Nerada přišli o život.  
Nabídku ke spolupráci s prstýnkáři obdržel i Jiří Burghauser a ředitel muzea v Klatovech František Plánička. Oba ale výzvu ke spolupráci s prstýnkáři odmítli, neboť se domnívali, že jde o fingovanou akci gestapa.
V rámci Akce Sokol bylo klatovským gestapem 8. října 1941 zatčeno i několik hlavních představitelů Sokola a členů odbojové organizace Jindra: starosta Sokolské župy Šumavské JUDr. Jiří Burghauser, místostarosta Sokolské župy Šumavské Josef Novotný, pokladník župy Václav Klíma, náčelník župy Václav Černovský, starosta TJ Sokol Klatovy JUDr. Karel Nejdl starší. (JUDr. Karla Nejdla mladšího zatklo klatovské gestapo už 7. září 1941.) Výslechy a vyšetřování zatčených osob vedl na služebně klatovského gestapa vrchní tajemník Filip Scholtyssik (stál v čele II BM). Zatčení nebyli souzeni, většina z nich byla vězněna v nacistických káznicích a koncentračních táborech, odkud byli propuštěni během listopadu 1942 či v průběhu roku 1942 nebo až po konci druhé světové války, jako například Karel Nejdl mladší (až 20. května 1945).
Jiří Burghauser byl nejprve vězněn v Praze na Pankráci, odkud jej přesunuli 2. října 1942 do policejní věznice gestapa Malé pevnosti v Terezíně. Odtud byl deportován 18. ledna 1943 transportem do koncentračního tábora Osvětim, kde 2. února 1942 přišel o život.

## Publikační činnost
- BURGHAUSER, Jiří Jan. Základy sokolské historie: příspěvek k otázce kronik jednot i žup. Písek: Sokolská župa Jeronýmova, 1927; 38 stran.
- BURGHAUSER, Jiří Jan. Příručka pro činovníky jednot sokolských. III. díl, O základech sokolské historie: příručka pro archiváře a kronikáře jednot a žup. 2. doplněné vydání. V Praze: Československá obec sokolská, 1929; 46 stran.

## Připomínka
Jeho jméno je uvedeno na pamětní desce v Tyršově domě. Na desce je nápis: „NA PAMĚŤ ČLENŮ ÚSTŘEDÍ ČOS, / KTEŘÍ PŘINESLI V LETECH 1939 – 1945 / OBĚŤ NEJVYŠŠÍ // ... následuje výpis jmen ... JUDR. JIŘÍ BURGHAUSER *3.8.1887 +2.2.1942 OSVĚTIM .... “